# Pierre Nicolaÿ
Pierre Nicolaÿ, né le 8 février 1918 à Angoulême (Charente) et mort le 24 novembre 2005, est vice-président du Conseil d’État de 1982 à 1987 et président de l’Institut français des sciences administratives pendant la même période.

## Famille
Pierre Nicolaÿ est le fils de Jean Nicolaÿ (1890-1959), avocat au Conseil d’État et à la Cour de cassation, membre du Conseil supérieur de la magistrature, titulaire des croix de guerre 1914-1918 et 1939-1945 ainsi que de la carte des FFI, commandeur de la Légion d'honneur. Il est le petit-fils de Fernand Nicolaÿ, avocat à la cour d'appel de Paris et beau-père de René Le Fur (frère du juriste Louis Le Fur).

## Études
Pierre Nicolaÿ obtient une licence en droit et une en lettres.
Il est également titulaire d’un diplôme d’études supérieures de droit public et d’économie politique et est diplômé de l’École libre des sciences politiques, ancêtre de Institut d'études politiques de Paris (Sciences Po Paris.)

## Carrière
Pierre Nicolaÿ entre au Conseil d’État en 1942. Nommé maître des requêtes, il est commissaire du gouvernement à la section du contentieux à trois reprises entre 1949 et 1964. En 1947 il devient chargé de mission au cabinet de François Mitterrand alors ministre des Anciens combattants et Victimes de guerre. Après de brefs retours au Conseil d’État, Pierre Nicolaÿ appartiendra à tous les cabinets ministériels de M. Mitterrand sous la IVe République. Il sera également, en 1951, conseiller technique au cabinet de Roger Duchet (CNI), secrétaire d’État aux Travaux publics.
À partir de 1961, il est professeur à l’École nationale des ponts et chaussées.
En 1964, il devient conseiller d’État. De 1967 à 1974 il est président de la 2e sous-section du contentieux.
En 1979 il est élu président de la Chambre nationale de discipline des architectes. En juin 1981 il est nommé président-directeur général de l'agence Havas.

## Vice-présidence du Conseil d’État
Succédant à Marc Barbet le 3 août 1982, Pierre Nicolaÿ est nommé vice-président du Conseil d’État.
Il impulsera la réforme de la juridiction administrative qui culminera avec la loi du 31 décembre 1987 créant les cours administratives d’appel et portant réforme du contentieux administratif.
Atteint par la limite d’âge, il quitte la vice-présidence du Conseil d’État le 8 février 1987.

## Institut français des sciences administratives
Pierre Nicolaÿ est pendant plusieurs années président de l’Institut français des sciences administratives, association reconnue d’utilité publique et ayant pour but de promouvoir le modèle français de sciences administratives par l’organisation de colloques et la participation aux activités de l’Institut international des sciences administratives (IISA).

## Décorations
- Grand officier de la Légion d'honneur, le 14 juillet 1987[2].